# The Crest (álbum)
The Crest es un álbum de estudio de la agrupación alemana de heavy metal Axel Rudi Pell, publicado en el año 2010 por Steamhammer/SPV y producido por Axel Rudi Pell y Charlie Bauerfeind.

## Lista de canciones
Todas las canciones escritas por Axel Rudi Pell.
1. "Prelude of Doom" (intro) - 1:32
2. "Too Late" - 5:58
3. "Devil Zone" - 6:08
4. "Prisoner of Love" - 5:56
5. "Dreaming Dead" - 7:39
6. "Glory Night" - 5:45
7. "Dark Waves of the Sea (Oceans of Time Part II: The Dark Side)" - 8:00
8. "Burning Rain" - 5:44
9. "Noblesse Oblige (Opus #5 Adagio Contabile)" - 4:08
10. "The End of Our Time" - 6:15
11. "Dreaming Dead (Extended Version)" - 11:06

### Disco dos de la edición de lujo
1. "Tear Down the Walls" - 6:27
2. "Strong as a Rock" - 8:14
3. "Medley: The Masquerade Ball / Casbah / Tales of the Crown" - 14:37
4. "Drum Solo" - 4:32
5. "Rock the Nation" - 6:10
6. "The Temple of the King" - 9:20
7. "Mystica" - 9:47
8. "Fool Fool / Eternal Prisoner" - 13:33

## Créditos
- Johnny Gioeli - voz
- Axel Rudi Pell - guitarra
- Volker Krawczak - bajo
- Mike Terrana - batería
- Ferdy Doernberg - teclados